# Ali Daschti

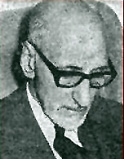
Ali Daschti (1970)

Ali Daschti (auch Ali Dashti, persisch علی دشتی ʿAli Daschti, DMG ʿAlī Daštī; * um 1894 in Kerbela; † 16. Januar 1982 in Teheran) war ein iranischer Parlamentsabgeordneter, Mitglied der Edalat-Partei (Gerechtigkeitspartei) und später Senator. Von Beruf war Daschti Journalist und Herausgeber.

## Leben
Ali Daschti wurde 1894 in Kerbela in eine schiitisch-religiöse Familie geboren. Sein Vater Scheich Abdul Hussein Daschtestani war Geistlicher und ermöglichte ihm in Kerbela und Nadschaf ein Theologie- und Geschichtsstudium an schiitisch-theologischen Theologieschulen. 1918 kehrte er in seine Heimat zurück und trug dort das Gewand eines islamischen Gelehrten, bis er sich gegen eine Karriere als Geistlicher entschied und sich dem Journalismus widmete. Aufgrund seiner polemischen Abrechnung mit dem Propheten Mohammed in dem Buch "23 Jahre" wurde er kurz nach der Islamischen Revolution 1979 festgenommen und starb 1982 an den Folgen seiner Misshandlungen im Gefängnis.

## Wirken
1919 wurde er wegen kritischer Artikel zu dem nach dem Ende des Ersten Weltkrieges zwischen der britischen und iranischen Regierung geschlossenen anglo-iranischen Staatsvertrag für kurze Zeit inhaftiert. Dreizehn Jahre lang, von 1922 bis 1935, war Ali Daschti Herausgeber der von ihm begründeten Zeitung Shafaq-e Sorkh (Rote Dämmerung). 1927 erhielt er eine Einladung zum zehnten Jahrestag der kommunistischen Oktoberrevolution in die Sowjetunion. 1928 gewann Daschti die Wahl zum Abgeordneten für Buschehr in das persische Parlament. Eine erneute Festnahme 1935 führte zu weiteren vierzehn Monaten Hausarrest. Ab 1939 und von 1941 bis 1943 wurde er abermals Abgeordneter im Parlament für den Bezirk Damavand (bei Teheran). 1946 handelte er sich sechs Monate Inhaftierung ein, weil er gegen die Erteilung von Öl-Konzessionen an die Sowjetunion Stellung genommen hatte. Es folgte ein zweijähriger Aufenthalt in Frankreich von 1946 bis 1948. 1954 wurde er von Schah Mohammad Reza Pahlavi zum Senator des iranischen Senats, der zweiten parlamentarischen Kammer des Iran ernannt. 1963 war er für ein Jahr Botschafter im Libanon.

## Positionen
Daschti hatte vor 1937 nur ganz allgemein das rationale Denken verteidigt und den blinden Glauben kritisiert, da der Glaube die menschliche Vernunft und den gesunden Menschenverstand, einschließlich des Verstandes gelehrter Wissenschaftler, abstumpfen könne. Ab März 1973 erschien das islamkritische Manuskript „23 Jahre“ in der Zeitschrift Kaweh im Feuilletonteil, beginnend mit der Nummer 45 in Fortsetzungen. Das Manuskript war bereits 1937 entstanden, wurde aber erst 1973 veröffentlicht. Daschti wandte sich in seinem später in Beirut als Buch veröffentlichten Text gegen den Wunderglauben der Muslime und bestritt, dass der Koran von Gott selbst stamme. Daschti meinte, dass der Koran nichts wirklich Neues enthalte, was nicht von anderen schon zuvor gesagt oder geschrieben worden wäre. Die im Koran enthaltenen Erzählungen stammten entweder aus Texten der Juden oder Christen, deren Geistliche Mohammed auf seinen Reisen nach Syrien mehrfach getroffen hatte, sowie aus der mündlichen Überlieferung arabischer Stämme, so Daschti in „23 Jahre“.

## Werke
Daschti war Autor vieler Bücher, davon nur einige:
- 23 Jahre. Die Karriere des Propheten Muhammad. Hrsg. von Bahram Choubine und Judith West, Alibri, Aschaffenburg 2003, ISBN 3-932710-80-0
- In Search of Omar Khayyam. Translated from the Persian by L. P. Elwell-Sutton. Columbia University Press, 1971. ISBN 0-231-03188-2.
- Ayyam-e Mahbas (Gefängnistage) (1922)
- Sammlungen von Kurzgeschichten:
  - Fetne (1943, 1949)
  - Saye (1946)
  - Jadu (1951)
  - Hendu (1955)
- Literatur von und über Ali Daschti im Katalog der Deutschen Nationalbibliothek

## Belege
1. ↑  J. E. Knörzer: Daštī, ʿAlī. In: Encyclopaedia Iranica. Ehsan Yarshater, 1994, abgerufen am 15. Juni 2015.

| Personendaten    | Personendaten                                                                                               |
| ---------------- | --- |
| NAME             | Daschti, Ali                                                                                                |
| ALTERNATIVNAMEN  | علی دشتی (persisch)                                                                                         |
| KURZBESCHREIBUNG | iranischer schiitischer Gelehrter, Journalist und Mitglied der Edalat-Partei (Gerechtigkeitspartei) im Iran |
| GEBURTSDATUM     | um 1894 |
| GEBURTSORT       | Kerbela |
| STERBEDATUM      | 16. Januar 1982                                                                                             |
| STERBEORT        | Teheran |